# Канада на Летњим олимпијским играма 2008.
Канада је учествовала на Летњим олимпијским играма, одржаним 2008. године у Пекингу, Кина, по двадесет и четврти пут у својој историји. На овим играма канадски спортисти су освојили укупно осамнаест медаља (три златне, девет сребрних и шест бронзаних). Канада је на овим играма имала екипу која је бројала 332 члана (186 спортиста и 146 спортисткиња) који су узели учешће у укупно 185 спортских дисциплина од 30 спортова у којима су се такмичили. Канада није послала своје представнике у рукомету, одбојци и кошарци. Кајакаш и носилац златне медаље са игара 2004. године Адам ван Куверден је био носилац заставе на отварању игара а Карен Кокберн је носила заставу на затварању.
Канадски олимпијски комитет је поставио циљ да Канада као нација заврши игре међу 16 најуспешнијих. У првој недељи игара Канада није успела да освоји ни једну једину медаљу али је у следећих 9 дана освојила 18 медаља и успела да заврши као 14 нација по успешности. Јахач Ијан Милар је учествовао на својим деветим играма, изједначивши рекорд Хуберта Радашла. Иако је био номинован да учествује на 10 олимпијских игара, учествовао је само на девет, због бојкота игара у Москви. По први пут канадски спортисти су били плаћени за освојене медаље. За освојену златну медаљу су добили $20.000; за освојену сребрну медаљу $15.000; а за бронзу $10.000. Укупна наградна свота је износила $515.000.

### Освојене медаље на ЛОИ
| Освојене медаље канадских спортиста на ЛОИ 2008. |                                  |       |        |        |        |
| Спортиста                                        | Спорт                            | Злато | Сребро | Бронза | Укупно |
| Карол Ви                                         | Рвање — слободно (48 ), жене     | 1     | 0      | 0      | 1      |
| Јахање                                           | Јахање — препоне, мушки          | 1     | 0      | 0      | 1      |
| Осмерац са кормиларем                            | Веслање, мушки                   | 1     | 0      | 0      | 1      |
| Карен Кокберн                                    | Гимнастика — трамбулина, жене    | 0     | 1      | 0      | 1      |
| Џејсон Бернет                                    | Гимнастика — трамбулина, мушки   | 0     | 1      | 0      | 1      |
| Сајмон Витфилд                                   | Триатлон, мушки                  | 0     | 1      | 0      | 1      |
| Александар Депати                                | Скокови у воду — 3 , мушки       | 0     | 1      | 0      | 1      |
| Емили Хејман                                     | Скокови у воду — 10 , жене       | 0     | 1      | 0      | 1      |
| Карин Сержери                                    | Теквондо — 67 , жене             | 0     | 1      | 0      | 1      |
| Адам ван Куверден                                | Кану — K1 500 m, мушки            | 0     | 1      | 0      | 1      |
| Јахање, екипно                                   | Јахање — препоне, мушки          | 0     | 1      | 0      | 1      |
| Двојац без кормилара                             | Веслање, мушки                   | 0     | 1      | 0      | 1      |
| Тоња Вербик                                      | Рвање — слободно (55 ), жене     | 0     | 0      | 1      | 1      |
| Рајан Кокран                                     | Пливање — слободно 1.500 , мушки | 0     | 0      | 1      | 1      |
| Присила Лопес-Шлип                               | Атлетика — 100 препоне, жене     | 0     | 0      | 1      | 1      |
| Томас Хол                                        | Кану — C-1 1.000 m, мушки         | 0     | 0      | 1      | 1      |
| Четверац без кормилара                           | Веслање, мушки                   | 0     | 0      | 1      | 1      |
| Двојац без кормилара                             | Веслање, жене                    | 0     | 0      | 1      | 1      |
| Укупно                                           | 11                               | 3     | 9      | 6      | 18     |